# Verbîcine, Turiisk
Verbîcine (în ucraineană Вербичне) este un sat în comuna Tulîciv din raionul Turiisk, regiunea Volînia, Ucraina.

## Demografie
Componența lingvistică a localității Verbîcine
     Ucraineană (99,63%)
     Alte limbi (0,37%)
Conform recensământului din 2001, majoritatea populației localității Verbîcine era vorbitoare de ucraineană (99,63%), existând în minoritate și vorbitori de alte limbi.